# Montes de Barguzín
Los montes de Barguzín (del ruso: Баргузинский хребет) son una cadena de montañas situada en el sudeste de Siberia en Rusia. La cordillera, cuya cima más alta alcanza los 2.841 m (media de cerca de 2.000), se extiende hacia el este del lago Baikal a lo largo de 280 km. Al este está bordeada por el valle del río Barguzín, que los separa de los montes Ikat. Al nordeste está delimitada por las montañas Stanovoi.
Los montes de Barguzín están situados en la república de Buriatia. La parte oeste del territorio forma parte de la reserva natural Barguzín. Está cubierto en gran parte por taiga, por vegetación forestal con prevalencia de coníferas hasta los 1.400-1.800 m en la vertiente oriental y hasta los 1.200-1.400 m en la vertiente occidental, que tiene veranos más frescos a causa de la masa de agua del lago Baikal. A más altura se extiende la tundra de montaña. 
El clima extremadamente frío explica la ausencia práctica de población en la cadena.